# شهرستان لاوتینگ
شهرستان لاوتینگ (به لاتین: Laoting County) یک منطقهٔ مسکونی در چین است که در تانگشان واقع شده‌است. شهرستان لاوتینگ ۱٬۳۰۸ کیلومتر مربع مساحت و ۴۹۰٬۰۰۰ نفر جمعیت دارد و ۱۲ متر بالاتر از سطح دریا واقع شده‌است.